# Mezona proxenus
Mezona proxenus är en tvåvingeart som först beskrevs av Speiser 1910.  Mezona proxenus ingår i släktet Mezona och familjen bredmunsflugor.
Artens utbredningsområde är Tanzania. Inga underarter finns listade i Catalogue of Life.